# Азиатски живовляк
Азиатският живовляк (Plantago asiatica) е многогодишно растение от семейство Живовлякови, разпространено в Източна Азия.
В Япония и Китай се използва от векове заради своите лечебни свойства. Счита се, че полизахаридите, които се съдържат в него, притежават антиоксидантни, противовъзпалителни, хиполипидемични, противоракови, имуностимулиращи и противовирусни свойства.

## Описание
Корените на азиатския живовляк са влакнести, чашелистчетата са от 2 до 4 mm, прашниците – бели, елипсовидни. Семената са черно-кафяви, елипсовидни, 1,2 – 2 mm. Цъфти от април до август, плододава от юни до септември. Обитава планински склонове, дерета, речни брегове, полета до 3800 m н.в.